# Don Newman
Don Newman é um jornalista estadunidense.